# إمباداو
إمباداو(بالبرتغالية: Empadão‏) هو طبق تقليدي برتغالي، ويشتهر أيضًا في البرازيل.

## طريقة التحضير
يحضر في الفرن ويمكن أن يحتوي على اللحوم الحمراء او الدجاج، او التونة، او سمك القد، او المأكولات البحرية بين طبقات من البطاطس المهروسة، مع الأرز، و الخبز، أو داخل عجينة مصنوعة من دقيق القمح، تعتبر النسخة الأكثر شيوعًا هي التي تحتوي على اللحم المفروم والبطاطس المهروسة، وهي تشبه فطيرة الراعي الإنجليزية.
يستخدم أيضا الطماطم، والفطر، والذرة الحلوة، والبازلاء الخضراء و جبن الريكوتا. في إحدى الوصفات يمكن تحضير الإمباداو باستخدام فتات الخبز والبيض كحشو فقط، ثم يطهي في الفرن مثل البودينغ، ويمكن استخدام الزيتون كإضافة.